# سفين فان بيك
سفين فان بيك (بالهولندية: Sven van Beek) هو لاعب كرة قدم هولندي في مركز قلب الدفاع ولد في يوم 28 يوليو 1994 في مدينة خاودا في هولندا، يلعب حالياً مع نادي الشحانية القطري ولعب سابقاً مع منتخب هولندا لكرة القدم تحت 21 سنة ويبلغ طوله 190 سم.

## روابط خارجية
- سفين فان بيك على موقع الاتحاد الأوربي (الإنجليزية)
- سفين فان بيك على موقع قاعدة بيانات كرة القدم.إي يو (الإنجليزية)
- سفين فان بيك على موقع بيانات كرة القدم. دي إي (الألمانية)
- سفين فان بيك على موقع Soccerbase.com (لاعب) (الإنجليزية)
- سفين فان بيك على موقع Soccerway.com (الإنجليزية)
- سفين فان بيك على موقع عالم كرة القدم.نت (الإنجليزية)
- سفين فان بيك على موقع AS.com (الإسبانية)